# قشلاق محمد قلي (مشكين شهر)
قشلاق محمد قلي هي قرية في مقاطعة مشكين شهر، إيران. عدد سكان هذه القرية هو 95 في سنة 2006.